# يو إف سي 263
يو إف سي 263: أديسانيا ضد فيتوري 2 (بالإنجليزية: UFC 263: Adesanya vs. Vettori 2)‏ كان حدثًا لفنون القتال المختلطة نظمته بطولة القتال النهائي، وأُقيم في 12 يونيو 2021 في جيلا ريفر أرينا في غلانديل، أريزونا، الولايات المتحدة.

## الجوائز الإضافية
حصل المقاتلون التاليون على مكافآت بقيمة 50،000 دولار.
- قتال الليل: براد ريدل مقابل درو دوبر
- أداء الليل: براندون مورينو وبول كريج